# Chrysopodes (Chrysopodes) nevermanni
Chrysopodes (Chrysopodes) nevermanni is een insect uit de familie van de gaasvliegen (Chrysopidae), die tot de orde netvleugeligen (Neuroptera) behoort. 
Chrysopodes (Chrysopodes) nevermanni is voor het eerst wetenschappelijk beschreven door Navás in 1928.